# Morski pes orjak
Morski pes orjak (znanstveno ime Cetorhinus maximus) je vrsta morskega psa, predstavnik družine (Cetorhinidae), ki živi v zmerno toplih morjih in oceanih. Zraste do 12 m v dolžino in doseže težo do štirih ton, s čimer je za kitovcem druga največja vrsta ribe na svetu in tako kot kitovec se tudi morski pes orjak prehranjuje s filtriranjem planktona, zato je človeku povsem nenevaren.

## Telesne značilnosti
Kljub vretenasti obliki telesa, značilni za morske pse, ga je že zaradi velikosti praktično nemogoče zamenjati za katerokoli drugo vrsto ribe, vendar niso redka senzacionalistična poročila iz morskih letovišč o pošastno velikih belih morskih volkovih, za katere se kmalu izkaže, da so le povprečni morski psi orjaki.
Večina odraslih primerkov meri okrog 10 m v dolžino in tehta od dve do štiri tone, teoretično pa naj bi zrasli tudi do več kot 13 m. V vodi so sivo-rjave barve s svetlejšimi pegami ali vzdolžnimi lisami po bokih, potegnjeni na suho pa temnejše svinčeno sive barve. Imajo razmeroma velike plavuti. Prepoznavni so po koničastem »nosu«, pod katerim so velikanska usta, ki jih lahko odprejo tudi do meter široko. Značilne zanje so še velikanske škržne reže, ki skoraj obkrožajo glavo. Škržni loki nosijo škržne lamele, s katerimi žival diha, ter glavničaste strukture za filtriranje planktona iz vode. Slednje se ob prehranjevanju iztegnejo preko škržnih rež.
Od notranjih organov so omembe vredna jetra, ki lahko predstavljajo do četrtino telesne mase morskega psa orjaka in jih žival uporablja kot zalogo hranil ter verjetno tudi za uravnavanje plovnosti.

## Življenjski krog in vedenje
Oploditev je notranja; med parjenjem samec vstavi svoj sekundarni spolni organ (klasper) skozi samičino kloako in v njena spolovila izbrizga veliko število spermatoforov. So ovoviviparni – mladiči se iz jajčec izležejo še v materinem telesu. Ostale značilnosti razmnoževanja, kot so gestacijska doba, število mladičev in postembrionalni razvoj, so slabo poznane. Mladi morski psi orjaki naj bi spolno dozoreli pri 12 do 16 letih starosti.
Zaradi načina prehranjevanja se običajno premikajo počasi in osebki, ki jih poleti opazujejo blizu gladine, se prehranjujejo skoraj stalno. Načeloma so samotarski, a ker se usmerjajo proti večjim koncentracijam plena, se lahko na bogatih loviščih občasno znajde po več deset ali celo več sto osebkov hkrati.
Kljub pretežno počasnemu premikanju so se morski psi orjaki sposobni pognati s celim telesom nad gladino. Zaradi njihove velikosti za tak podvig porabijo več kot 5 % dnevne porabe energije, pri čemer pa funckija tega vedenja še ni pojasnjena. Sorodni morski psi se s poganjanjem iz vode otresejo zajedavcev, med verjetnejšimi razlagami pa je tudi, da s tem signalizirajo svojo prisotnost drugim predstavnikom iste vrste (morda godnim samicam).

## Ekologija
Morski pes orjak je poleg kitovca in globokomorske vrste Megachasma pelagios en od le treh znanih filtratorskih morskih psov. Za razliko od kitovca, ki lovi plen z goltanjem vode, se morski pes orjak premika enakomerno naprej s hitrostjo 1 m/s, s stalno odprtimi usti in iztegnjenimi glavničastimi filtri med škržnimi režami, ki ustavijo drobne v vodi lebdeče živali ter jih preusmerijo proti požiralniku. Glavnino plena predstavljajo večji predstavniki zooplanktona, kot so ceponožni raki in ličinke vitičnjakov ter deseteronožcev. V iskanju bogatih gruč zooplanktona se sezonsko premikajo med plitvejšimi obalnimi predeli in robovi kontinentalnih polic na razdaljah več sto kilometrov, do globine skoraj kilometer.
Morski psi orjaki se zadržujejo ob kontinentalnih policah hladnih do zmerno toplih predelov svetovnih oceanov. V zahodnem Atlantiku se ta območja raztezajo med Novo Fundlandijo in Florido na severu ter med jugom Brazilije do Argentine na jugu, v vzhodnem Atlantiku pa med Belim morjem in Sredozemljem na severu ter okrog zahodnih obal Južne Afrike na jugu. V toplejših morjih se morski psi orjaki znajdejo le izjemoma. Opažanj sredi oceanov je zanemarljivo malo in tehnika sledenja premikanju s pomočjo satelitskih oddajnikov še ni dolgo v uporabi, zato razširjenost izven območij kontinentalnih polic ni poznana, obstajajo pa podatki o čezoceanskih premikih. Med daljšimi premiki lahko tudi prečkajo ekvator. V osrednjem Sredozemlju se pojavljajo sezonsko, v Jadranskem morju pa le občasno. To vključuje slovenski del Tržaškega zaliva na skrajnem severu. Prirodoslovni muzej Slovenije hrani kadaver dvometrskega mladiča, ki se je leta 2014 ujel v stoječo mrežo pred obalo Portoroža.
Zaradi velikosti jih plenilci ne ogrožajo bistveno, obstajajo pa anekdotična poročila o orkah, ki plenijo manjše osebke.

### Ogroženost in varstvo
Zaradi razmeroma enostavne dostopnosti so ljudje morske pse orjake intenzivneje lovili 200 let, z napredkom tehnike vedno bolj množično, tako da je med leti 1947 in 1975 ulovljenih več kot 77.000 osebkov samo na severovzhodu Atlantika (Irska, Škotska, Norveška). Komercialno zanimivi deli te ribe so meso in plavuti, predvsem pa ogromna jetra, iz katerih se pridobiva olje. V 1950. letih je tamkašnji ulov strmo upadel, kar je pogosto navajan zgled za kvaren vpliv prekomernega ribolova, toda kasnejše raziskave so kot možen vzrok izpostavile tudi lokalno zmanjšanje populacij ceponožcev. Kljub slabo poznanemu vplivu človeka na številčnost, ki jo lahko ocenjujemo samo na grobo, veljajo morski psi orjaki za ogrožene zaradi počasnega razmnoževanja. Možen dejavnik ogrožanja je tudi globalno segrevanje, ki lahko spreminja vzorce pojavljanja in zmanjšuje gostoto zooplanktona.
V državah s pomembnejšimi ribiškimi flotami je načrten lov ustavljen, še vedno pa se ujamejo kot prilov v globokomorskih mrežah. Kljub formalni prepovedi ulova naj bi se svetovna populacija zmanjševala ali kvečjemu stagnirala ob prvih znakih okrevanja, a precej pod zgodovinsko ravnijo, zato Svetovna zveza za varstvo narave opredeljuje vrsto kot prizadeto. Leta 2002 je bila vključena v Prilogo II konvencije CITES, ki nalaga podpisnicam skrbno regulacijo trgovine z ujetimi primerki.